# Baryon exotique
Un baryon exotique est, en physique des particules, un baryon formé de trois quarks et d'une ou plusieurs autres particules (qui peuvent également être des quarks). Les baryons exotiques sont théoriquement formés d'un nombre impair de quarks et d'antiquarks. Ils appartiennent également à la famille des hadrons.
Le pentaquark est un baryon exotique qui est formé de quatre quarks et d'un anti-quark. C'est la catégorie de baryon exotique la plus connue.
En 2017, un nouveau baryon exotique composé de deux « quarks charmés » et un « quark haut » aurait été découvert. Cette particule est de masse supérieure ou égale à celle du proton et du neutron. Elle présente deux fois la charge d’un proton, ce qui lui vaut la qualification de « baryon exotique ».